# کلنژ، ان
کلنژ، ان (به فرانسوی: Collonges) یک کمون در فرانسه است که در Canton of Collonges واقع شده‌است.

## خصوصیات
کلنژ ۱۶٫۲۵ کیلومترمربع مساحت و ۱٬۶۲۱ نفر جمعیت دارد و ۵۰۰ متر بالاتر از سطح دریا واقع شده‌است.